# Michele Morgan
Michele Morgan (1970) is een Amerikaanse actrice.
Morgan begon in 1991 met acteren in de film Strictly Business, hierna heeft zij nog meerdere rollen gespeeld in films en televisieseries.

## Filmografie

### Films
- 2022 Black Terror - als Nzingha
- 2012 Zoo – als ??
- 2002 The Other Brother – als Bobbi
- 1998 Bulworth – als Cheryl
- 1995 New Jersey Drive – als Coreen
- 1991 Strictly Business – als straatmeisje 2

### Televisieseries
Uitgezonderd eenmalige gastrollen.
- 1999-2008 The PJs – als Juicy Hudson (stem) – 41 afl.
- 2000-2004 Static Shock – als Sharon Hawkins (stem) – 26 afl.
- 1997-1998 ER – als Allison Beaumont – 6 afl.

### Computerspellen
- 2022 Dislyte - als Dhalia
- 2006 Ant Bully – als Genetisch mier
- 2003 Gladius – als stem